# 74 Geminorum
74 Geminorum (f Geminorum) é uma estrela na direção da Gemini. Possui uma ascensão reta de 07h 39m 28.59s e uma declinação de +17° 40′ 28.3″. Sua magnitude aparente é igual a 5.04. Considerando sua distância de 532 anos-luz em relação à Terra, sua magnitude absoluta é igual a −1.02. Pertence à classe espectral M0III.